# ザック・バランスキー
ザック・バランスキー（Zack Baranski、1992年12月18日 - ）は、アメリカ合衆国出身（日本生まれ）のバスケットボール選手である。193cm、93kg。Bリーグ・アルバルク東京所属。

## 来歴
1992年、栃木県で生まれ、4歳の時にアメリカに帰国。10歳の時に再来日し、以後日本に在住する。長野県長野市の市立裾花中学校を経て、2008年に東海大学第三高等学校（現在の東海大学付属諏訪高等学校）に進学、1年生時より全国大会に出場する。3年生時の2010年インターハイはベスト4、ウインターカップでベスト8。
2011年、東海大学に進学する。2012年、2013年のインターカレッジで優勝する。2014年は準優勝、また同年に関東大学バスケットボール連盟創立90周年記念試合三菱電機カップに日本学生選抜の一員として出場する。
2015年1月、NBLのアーリーエントリー制度によりトヨタ自動車アルバルク東京（現Bリーグ・アルバルク東京）に入団。日本で出生し、日本の小学校および中学校を卒業して義務教育課程を修了しているため、Bリーグでは外国籍選手扱いはされない。
名前が日本語の「ざっくばらん」に通じ、2017年1月26日にあるTwitterユーザーがバランスキーのプロフィール写真に「すごくいい名前の選手がいた」とコメントを添えたツイートを投稿したことで話題となった。本人は「（両親が）狙って名付けたわけではありません。笑」と説明しつつ、「普通に嬉しい!! 皆さんよかったら名前覚えてね。試合も見に来てくれたら最高に嬉しい」と好意的なコメントをした。所属チームのサイトにおける自己紹介のコーナーでも、「自分の性格」という設問に「ざっくばらん」と答えている。
2021年8月、同じバスケットボール選手で同年限りで現役を引退した石原愛子と入籍したことを発表。

## 経歴
- 東海大三高 - 東海大学 - トヨタ東京・A東京（2015年〜）

## 成績
| シーズン    | チーム     | GP | GS | MPG  | FG%  | 3P%  | FT%  | RPG | APG | SPG | BPG | TO  | PPG |
| ----------- | ---------- | -- | -- | ---- | ---- | ---- | ---- | --- | --- | --- | --- | --- | --- |
| NBL 2014-15 | トヨタ東京 | 12 |    | 7.3  | .471 | .167 | .571 | 1.3 | 0.1 | 0.7 | 0   | 0.3 | 3.1 |
| NBL 2015-16 | トヨタ東京 | 43 |    | 12.3 | .414 | .366 | .500 | 2.2 | 0.6 | 0.4 | 0.1 | 0.7 | 5.2 |
| B1 2016-17  | A東京      |    |    |      |      |      |      |     |     |     |     |     |     |